# Дончо Палавеев
Дончо Семков Палавеев е български търговец с тютюни от град Копривщица.
Дончо Палавеев произхожда от богатия Палавеев род. Започнал търговия като съдружник в семейната фирма, която е представител на немската фирма „Кеетзта“ и собственик на голямо търговско дружество. Стига до положението да бъде издигнат до Председател на съюза на тютюнотърговците в България. Печелившите му дела дват възможност да съгради една от най-хубавите къщи в София на ул. „Кракра“, която по-късно става собственост на Британския съвет. Там провеждат своите срещи бизнес и интелектуалният елит от това време.
Палавеев и съпругата му Йовка Кършева са социално активни и той често безвъзмездно е подпомагал своите работници, като строял къщи, издържал семейства на работещите и децата им. Йовка Палавеева е била избрана за придворна дама и също е извършвала голяма благотворителна дейност.
Въпреки че винаги и преди, и след 9 септември 1944 г. е бил чужд на политически игри и партизанщина, след преврата му е отнето всичко, той и семейството му интернирани в Копривщица. Децата им са пръснати по света. Преследван от режима, без право на пенсия е оставен на произвола на съдбата.
Дончо Палавеев е участник в Първата световна война, в която е ранен и впоследствие награден с орден За храброст.